# USCX Cyclocross Series 2021
 (septembre 2021).
Si vous disposez d'ouvrages ou d'articles de référence ou si vous connaissez des sites web de qualité traitant du thème abordé ici, merci de compléter l'article en donnant les références utiles à sa vérifiabilité et en les liant à la section « Notes et références ».
Navigation
2022
Les USCX Cyclocross Series 2021 ont lieu du 25 septembre 2021 à Rochester au 24 octobre 2021 à Mason. Les 8 manches sont réparties sur 4 week-ends, une même ville accueillant une première manche le samedi et une deuxième le dimanche. Il s'agit du Rochester Cyclocross de Rochester, du Charm City Cross de Baltimore, du Jingle Cross d'Iowa City et du Kings CX de Mason.

## Hommes élites

### Résultats
| # | Date         | Lieu      | Vainqueur         | Deuxième     | Troisième           | Leader du classement général |
| - | ------------ | --------- | ----------------- | ------------ | ------------------- | ---------------------------- |
| 1 | 25 septembre | Rochester | Vincent Baestaens | Kerry Werner | Stephen Hyde        | Vincent Baestaens            |
| 2 | 26 septembre | Rochester | Vincent Baestaens | Stephen Hyde | Kerry Werner        | Vincent Baestaens            |
| 3 | 2 octobre    | Baltimore | Vincent Baestaens | Kerry Werner | Stephen Hyde        | Vincent Baestaens            |
| 4 | 3 octobre    | Baltimore | Vincent Baestaens | Curtis White | Christopher Blevins | Vincent Baestaens            |
| 5 | 15 octobre   | Iowa City | Vincent Baestaens | Thijs Aerts  | Eric Brunner        | Vincent Baestaens            |
| 6 | 16 octobre   | Iowa City | Niels Vandeputte  | Kerry Werner | Gosse van der Meer  | Kerry Werner                 |
| 7 | 23 octobre   | Mason     | Eric Brunner      | Kerry Werner | Curtis White        | Kerry Werner                 |
| 8 | 24 octobre   | Mason     | Kerry Werner      | Curtis White | Andrew Strohmeyer   | Kerry Werner                 |

### Classement général
| Pos | Coureur             | Points |
| --- | ------------------- | ------ |
| 1   | Kerry Werner        | 246    |
| 2   | Gosse van der Meer  | 196    |
| 3   | Vincent Baestaens   | 180    |
| 4   | Eric Brunner        | 177    |
| 5   | Michael van den Ham | 174    |
| 6   | Curtis White        | 170    |
| 7   | Brannan Fix         | 162    |
| 8   | Lance Haidet        | 117    |
| 9   | Stephen Hyde        | 117    |
| 10  | Scott McGill        | 105    |

## Femmes élites

### Résultats
| # | Date         | Lieu      | Vainqueur          | Deuxième        | Troisième       | Leader du classement général |
| - | ------------ | --------- | ------------------ | --------------- | --------------- | ---------------------------- |
| 1 | 25 septembre | Rochester | Maghalie Rochette  | Clara Honsinger | Caroline Mani   | Maghalie Rochette            |
| 2 | 26 septembre | Rochester | Maghalie Rochette  | Clara Honsinger | Caroline Mani   | Maghalie Rochette            |
| 3 | 2 octobre    | Baltimore | Clara Honsinger    | Caroline Mani   | Katie Clouse    | Clara Honsinger              |
| 4 | 3 octobre    | Baltimore | Maghalie Rochette  | Clara Honsinger | Katie Clouse    | Clara Honsinger              |
| 5 | 15 octobre   | Iowa City | Shirin van Anrooij | Hélène Clauzel  | Caroline Mani   | Caroline Mani                |
| 6 | 16 octobre   | Iowa City | Manon Bakker       | Sunny Gilbert   | Perrine Clauzel | Caroline Mani                |
| 7 | 23 octobre   | Mason     | Maghalie Rochette  | Caroline Mani   | Sidney McGill   | Caroline Mani                |
| 8 | 24 octobre   | Mason     | Maghalie Rochette  | Caroline Mani   | Madigan Munro   | Caroline Mani                |

### Classement général
| Pos | Coureuse          | Points |
| --- | ----------------- | ------ |
| 1   | Caroline Mani     | 226    |
| 2   | Maghalie Rochette | 202    |
| 3   | Raylyn Nuss       | 168    |
| 4   | Rebecca Fahringer | 154    |
| 5   | Caitlin Bernstein | 152    |
| 6   | Clara Honsinger   | 134    |
| 7   | Taylor Kuyk-White | 133    |
| 8   | Lauren Zoerner    | 122    |
| 9   | Sunny Gilbert     | 120    |
| 10  | Sidney McGill     | 111    |

## Hommes juniors

### Résultats
| # | Date         | Lieu      | Vainqueur      | Deuxième       | Troisième      | Leader du classement général |
| - | ------------ | --------- | -------------- | -------------- | -------------- | ---------------------------- |
| 1 | 25 septembre | Rochester | Andrew August  | Marcis Shelton | Ben Stokes     | Andrew August                |
| 2 | 26 septembre | Rochester | Frank O'Reilly | Marcis Shelton | Andrew August  | Andrew August Marcis Shelton |
| 3 | 2 octobre    | Baltimore | Marcis Shelton | Andrew August  | Frank O'Reilly | Marcis Shelton               |
| 4 | 3 octobre    | Baltimore | Frank O'Reilly | Andrew August  | Marcis Shelton | Andrew August Marcis Shelton |
| 5 | 15 octobre   | Iowa City | Jack Spranger  | Frank O'Reilly | Ian Ackert     | Frank O'Reilly               |
| 6 | 16 octobre   | Iowa City | Jack Spranger  | Andrew August  | Ian Ackert     | Frank O'Reilly               |
| 7 | 23 octobre   | Mason     | Jack Spranger  | Ian Ackert     | Andrew August  | Andrew August                |
| 8 | 24 octobre   | Mason     | Ian Ackert     | Frank O'Reilly | Jack Spranger  | Frank O'Reilly               |

### Classement général
| Pos | Coureur           | Points |
| --- | ----------------- | ------ |
| 1   | Frank O'Reilly    | 290    |
| 2   | Andrew August     | 288    |
| 3   | Marcis Shelton    | 282    |
| 4   | Gus Bratetic      | 203    |
| 5   | Magnus White      | 186    |
| 6   | Carden King       | 176    |
| 7   | Ben Stokes        | 166    |
| 8   | Vaughn Veenendaal | 163    |
| 9   | Jack Spranger     | 156    |
| 10  | Ian Brown         | 151    |

## Femmes juniors

### Résultats
| # | Date         | Lieu      | Vainqueur          | Deuxième           | Troisième         | Leader du classement général |
| - | ------------ | --------- | ------------------ | ------------------ | ----------------- | ---------------------------- |
| 1 | 25 septembre | Rochester | Katherine Sarkisov | Mia Aseltine       | Elsa Westenfelder | Katherine Sarkisov           |
| 2 | 26 septembre | Rochester | Katherine Sarkisov | Mia Aseltine       | Natasha Visnack   | Katherine Sarkisov           |
| 3 | 2 octobre    | Baltimore | Katherine Sarkisov | Mia Aseltine       | Chloe Fraser      | Katherine Sarkisov           |
| 4 | 3 octobre    | Baltimore | Chloe Fraser       | Katherine Sarkisov | Mia Aseltine      | Katherine Sarkisov           |
| 5 | 15 octobre   | Iowa City | Isabella Holmgren  | Katherine Sarkisov | Natasha Visnack   | Katherine Sarkisov           |
| 6 | 16 octobre   | Iowa City | Katherine Sarkisov | Keira Bond         | Chloe Fraser      | Katherine Sarkisov           |
| 7 | 23 octobre   | Mason     | Ava Holmgren       | Chloe Fraser       | Elsa Westenfelder | Katherine Sarkisov           |
| 8 | 24 octobre   | Mason     | Isabella Holmgren  | Ava Holmgren       | Keira Bond        | Katherine Sarkisov           |

### Classement général
| Pos | Coureuse           | Points |
| --- | ------------------ | ------ |
| 1   | Katherine Sarkisov | 296    |
| 2   | Mia Aseltine       | 280    |
| 3   | Natasha Visnack    | 259    |
| 4   | Samantha Scott     | 232    |
| 5   | Ella Brenneman     | 201    |
| 6   | Chloe Fraser       | 201    |
| 7   | Elsa Westenfelder  | 190    |
| 8   | Olivia Sandoval    | 185    |
| 9   | Keira Bond         | 140    |
| 10  | Isabella Holmgren  | 112    |